# Musa Çiçek
Musa Çiçek (* 19. September 1967 in Nevşehir, Türkei) ist ein deutscher Taekwondo-Sportler, der zweimal den Europameistertitel gewann. Er besitzt eine DOSB Trainer A-Lizenz und den 6. Dan im Taekwondo. Seit 1994 ist er Bundesprüfer und seit 2000 im Besitz der DOSB Trainer A-Lizenz. Çiçek ist seit 2007 Vereinsvorsitzender von Musado Lünen.

## Leben
Çiçek begann bereits im Alter von 7 Jahren mit dem ITF Taekwondo-Training und gewann in seiner Jugend zahlreiche nationale Wettkämpfe in der Jugend- und Juniorenklasse. Nach seinem Wechsel zur heutigen WT Taekwondo im Jahr 1997 nahm er an internationalen Meisterschaften im Seniorenbereich teil. In der Gewichtsklasse bis 64 Kilogramm gewann er die French Open, Dutch Open und Belgian Open. Ein Jahr später wurde er deutscher Meister in derselben Gewichtsklasse und wurde von dem Bundestrainer Helmut Gärtner in die deutsche Nationalmannschaft berufen.
Çiçek gab 1989 sein internationales Debüt beim Europa Cup in Santander und gewann die Silbermedaille im Finale. Im selben Jahr nahm er erstmals an den Weltmeisterschaften in Seoul/Korea teil und gewann auf Anhieb die Bronzemedaille. In den Jahren 1990 und 1992 wurde Musa Europameister. Bei den Olympischen Spielen 1992 in Barcelona nahm Çiçek teil, als Taekwondo noch als Demonstrationssportart im Programm stand, schied jedoch in der ersten Runde gegen den späteren Bronzemedaillengewinner aus.
Nach seiner aktiven Karriere als Sportler arbeitete Çiçek als Trainer und Funktionär. Er war von 1992 bis 2004 als Landes- und Bundestrainer tätig und wurde 2005 zum Vizepräsidenten Leistungssport der Deutschen Taekwondo Union (DTU) gewählt. Außerdem gehörte er dem Präsidium der Deutschen Taekwondo Union an. Von 2016 bis 2021 war er Präsident der Nordrhein-Westfälischen Taekwondo Union (NWTU).
Im Jahr 2007 war Musa Çiçek Mitgründer des Vereins Musado Lünen e. V.
Neben seinem Engagement im Sport ist Çiçek Vorsitzender des Prüfungsausschusses Elektroniker für Geräte und Systeme bei der Industrie- und Handelskammer zu Dortmund und Leiter der wissenschaftlichen Elektronikwerkstätten an der Technischen Universität Dortmund.